# Liposoma

Imatge d'un liposoma format per fosfolípids en una solució aquosa.

Un liposoma (del grec lipos, greix, i somes, cos) és una vesícula esfèrica amb una bicapa lipídica composta per fosfolípids i colesterol. Els liposomes poden estar compostos per fosfolípids derivats en la natura amb cadenes de lípids barrejats (com la fosfatidiletanolamina, present en l'ou) o de components tensioactius com el DOPE (dioleolylphosphatidylethanolamine). Per definició, els liposomes contenen un nucli de solució aquosa; els lípids esfèrics que contenen material no aquós es denominen micel·les.
Els fosfolípids són molècules amfipàtiques. En conseqüència, en presència d'aigua s'alinien les parts hidrofòbiques i hidrofíliques de cada fosfolípid i a causa de les interaccions amb l'aigua i entre ells, formen una bicapa, que forma la membrana cel·lular. Quan una membrana es trenca, els fosfolípids es poden reorganitzar formant esferes més petites que les cèl·lules, en format de bicapa o monocapa. En cas que la reorganització doni lloc a una bicapa, l'estructura resultant és un liposoma.

## Història
Les bicapes lipídiques van ser descrites per primera vegada per Bangham, Standinsh, y Watkins el 1965. Des de llavors les tecnologies del liposoma s'han anat desenvolupant ràpidament i s'han utilitzat per una gran varietat d'usos. El 1972 es van estudiar els liposomes per poder inserir fàrmacs en l'organisme i el 1974 es va provar per primer cop aquesta tècnica en humans. El 1979 van ser utilitzats per inserir àcids nuclèics en les cèl·lules, així permeten que la cèl·lula formi noves molècules pel seu desenvolupament. El 1980 es van utilitzar per primer cop com a anticossos -immunoliposomes-. El 1992 pacients amb fibrosi quística van ser tractats amb liposomes a partir de la inserció d'un vector genètic i també per pacients amb hepatitis A. El 1995 van començar investigacions per lluitar contra el càncer a partir de fàrmacs inserits en liposomes.

## Aplicació

### Tecnologia d'encapsulació liposomal
La tecnologia d'encapsulació liposomal, (en anglès: Liposomal encapsulation technology (LET)) és una tècnica que està en procés de desenvolupament en investigació i comerç, ja que els liposomes tenen una bicapa lipídica resistent a la degradació i oxidació fins que el seu contingut és alliberat al seu destí. La tècnica es realitza a nivells de magnitud molt reduïts, de manera que té un gran impacte en sentit terapèutic i econòmic. Un altre avantatge és que desprenen el seu contingut a nivell intracel·lular, exactament on es necessita.
Aquesta tècnica és utililtzada amb l'objectiu de dirigir els liposomes a cèl·lules específiques de teixits i òrgans amb una funció, com, per exemple, transportar antibiòtics alhora que es disminueix la toxicitat del fàrmac. Això és possible gràcies a la biocompatibilitat, biodegradabilitat, baixa toxicitat i especificitat amb la qual alliberen el contingut als teixits. La importància de la innovació del LET recau, per tant, en el fet que presenta uns avantatges que altres mètodes no tenen.

Actualment, s'utilitzen com transportadors de diverses substàncies entre l'exterior i l'interior de la cèl·lula. Algunes d'aquestes substàncies són medicaments o cosmètics, i fins i tot també són utilitzats en biotecnologia, en alguns casos de teràpia genètica, per introduir gens d'un organisme en un altre diferent, també són utilitzats per tractar el càncer i altres malalties.

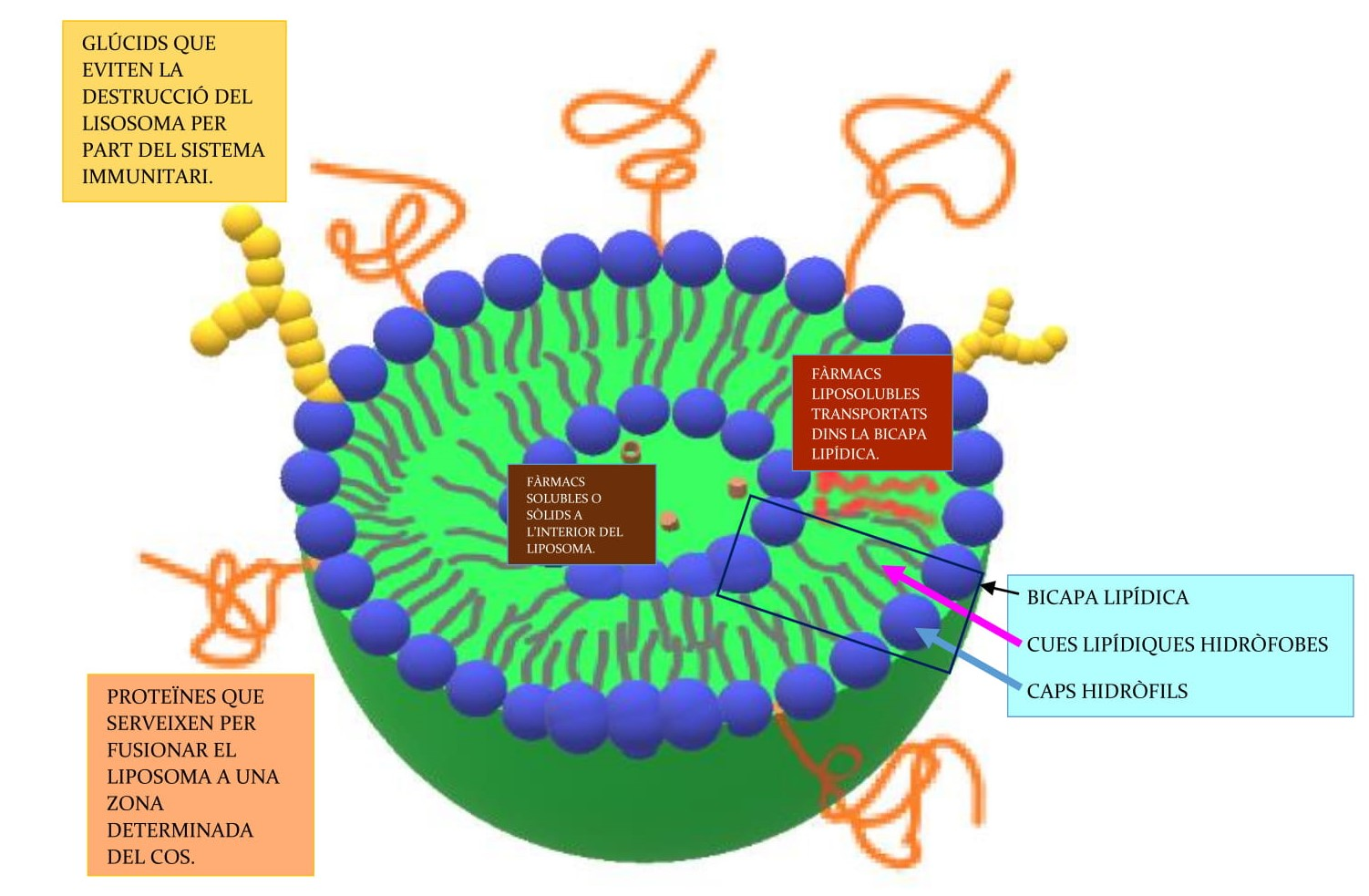
Imatge tridimensional d'un liposoma on es mostren les parts de les quals està compost. També s'exemplifica el lloc on serien transportats els diferents tipus de fàrmacs. El primer requadre (començant de dreta a esquerra) fa referència a la bicapa lipídica i les dues parts diferenciades dels lípids que la formen. El següent quadre explica els tipus de fàrmacs que es transportarien dins la bicapa lipídica. I el quadre marró explica el tipus de fàrmacs que seria transportat a l'interior del liposoma. Finalment s'il·lustren els glúcids trobats a la perifèria del liposoma, que serveixen per evitar que el liposoma sigui destruït pel sistema immunitari del cos un cop sigui subministrat al cos del pacient. També s'il·lustren les proteïnes, trobades a la perifèria, que depenent del tipus que siguin, permeten determinar el lloc de fusió del liposoma per així abocar el contingut al lloc adequat.

### Tractament de malalties
Els mètodes d'encapsulació liposomal són usats per al tractament de diferents malalties. Entre les que se'n coneix millor la seva eficàcia es troben les malalties parasitàries i infeccioses que afecten el sistema de fagòcits mononuclears (part del sistema immunològic que consisteix en les cèl·lules fagocitàries situades al teixit connectiu reticular). La malaltia de leishmaniosis n'és un exemple. Per tal de tractar-la, s'injecten liposomes intravenosament. Com els liposomes injectats són convencionals, les cèl·lules del sistema immunitari les detecten com cossos estranys. És per aquest motiu que es desencadena el procés pel qual els macròfags procedeixen a fagocitar els liposomes. Com que, a causa de la malaltia, els macròfags estan parasitats, en fagocitar el liposoma, el macròfag també fagocita el fàrmac que conté el liposoma al seu interior.
Aquest és un exemple de com és d'eficient el mecanisme per tal de poder dirigir fàrmacs directament als macròfags. Tanmateix, actualment s'estan fent estudis sobre diferents formulacions per tal de tractar altres infeccions parasitàries en humans. També es poden aconseguir mètodes semblants en teràpies antivirals i antibacterianes com, per exemple, l'encapsulació liposomal de ribavirin, azidothymidine o acyclovir, que en ser subministrades al malalt, redueixen la toxicitat que el medicament causaria si se subministrés sense ser encapsulat en liposomes.
Els mecanismes que utilitzen per arribar a les cèl·lules receptores poden ser tant per mecanismes de fagocitosi, per la fusió del liposoma amb la membrana de les cèl·lules amb les que interactuen o per difusió.

### Propietats químiques dels liposomes
La funció de transport que s'ha mencionat anteriorment és possible gràcies a les propietats químiques dels liposomes. Un liposoma recull una regió en solució aquosa dins d'una membrana hidròfoba; els soluts hidròfils dissolts no poden passar immediatament a través dels lípids. A més, els productes químics hidròfobs es poden dissoldre en la membrana. No són immunogènics.
Així doncs, un liposoma és capaç de transportar i transmetre tant molècules hidròfobes com molècules hidròfiles. Per tal de transmetre les substàncies als diferents destins, la bicapa lipídica fusiona amb unes altres bicapes com la membrana cel·lular, transferint així el contingut del liposoma.
El temps de vida circulant d'aquestes estructures és curt i limitat. La seva orientació és bastant directa cap a certs teixits perquè el sistema reticuloendotelial l'atrau. S'estudia la possibilitat d'afegir lípids i glúcids als liposomes amb l'objectiu de prolongar la seva vida i perquè siguin efectius en algunes aplicacions.
En relació amb el mecanisme d'actuació descrit per les malalties parasitàries i infeccioses, cal destacar que s'han desenvolupat mètodes per tal de tractar malalties que tenen el focus en cèl·lules que no són del sistema immunitari. El mecanisme consisteix a afegir substàncies glicosídiques a la membrana dels liposomes, per així evitar que les cèl·lules del sistema immunitari destrueixin el liposoma. També s'afegeixen anticossos específics per a un teixit determinat i d'aquesta manera el liposoma es fusionarà on el farmacèutic que l'ha dissenyat necessiti.
Al mateix temps són poc solubles, i per la seva producció s'ha de pagar un alt preu.
En la imatge tridimensional es mostra l'estructura del liposoma i s'il·lustren les aplicacions que es donen a les propietats descrites.

### Mètodes de preparació dels liposomes

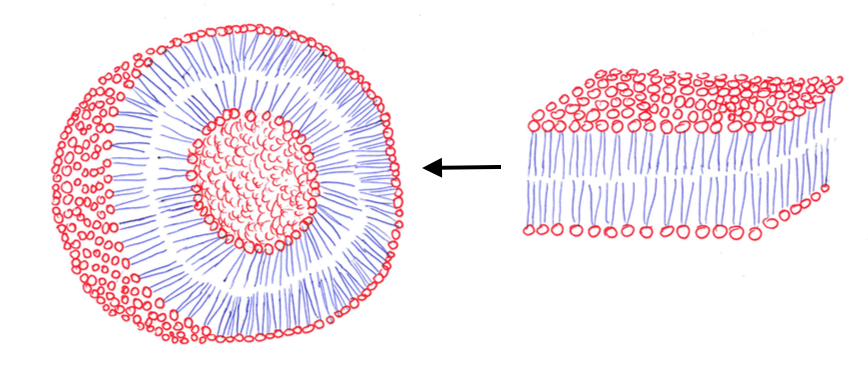
Mitjançant l'aplicació d'una determinada energia a la bicapa lipídica es pot formar un liposoma amb la seva forma esfèrica característica.

Els liposomes són vesícules que encapsulen en la bicapa lipídica una substància que serà alliberada. Poden variar segons la forma, composició, càrrega i mètode de preparació, però els liposomes considerats altament efectius són els de bicapa i mida petita, ja que proporcionen major protecció, a més de perdurar més temps i ser fàcilment transportables a través del cos.
Tots els mètodes per crear els liposomes segueixen uns passos basats en assecar els lípids amb dissolvents orgànics, crear una dispersió en un medi aquós, ja que els lípids tendiran a estructurar-se en bicapes, i aplicar una certa energia per transformar aquesta bicapa en un liposoma. Un cop creats, els liposomes s'han de protegir per evitar la seva descomposició. Com ja s'ha dit, els de mida més petita perduraran més temps, però a més han de ser aïllats de temperatures extremes i evitar l'exposició prolongada a l'atmosfera.

## Usos

### Liposomes en la medicina i la farmacologia
Els liposomes poden actuar com a vectors de fàrmac. La concentració terapèutica de molts fàrmacs és poc més baixa que una concentració que pot arribar a ser tòxica. A vegades s'utilitzen vectors per alterar la biodistribució i la farmacocinètica d'alguns medicaments, i d'aquesta manera reduir-ne la toxicitat o augmentar-ne l'eficiència. Gràcies a molts estudis preclínics i clínics s'ha observat que molts fàrmacs parcel·lats a l'interior de liposomes redueixen la seva toxicitat i augmenten la seva eficàcia retentiva. És a dir, que els liposomes actuen com a vectors de fàrmacs.
A més, alguns avenços en el disseny dels liposomes estan permetent que aquests adquireixin un rol en el subministrament de nous productes biotecnològics, com per exemple gens clonats o proteïnes recombinants. Actualment, s'ha descrit la manera de crear una àmplia gamma de fàrmacs que es continguin dins dels liposomes i que millorin la seva eficàcia o redueixin la toxicitat en comparació amb el mateix fàrmac en llibertat. En general, canviar la farmacocinètica dels fàrmacs continguts als liposomes, pot resultat en una millora en la biodisponibilitat cap a algunes cèl·lules objectiu concretes, com per exemple algunes cèl·lules tumorals.
Per altra banda,alguns avenços recents han permès crear substàncies com àcid transretinoic i daunorubicin contingudes en liposomes, les quals han obtingut consentiment com a tractament pel sarcoma de Kaposi avançat relacionat amb la SIDA.
Els fàrmacs a l'interior de liposomes es poden subministrar tant en format de solució com en formats sòlids, i els avantatges que proporciona aquesta tècnica són molts, sobretot pel que fa al seu paper alhora de situar el lloc o la cèl·lula objectiu on es vol subministrar el fàrmac, com per exemple en cèl·lules del sistema immunitari, especialment del sistema fagocitari mononuclear, i també en l'eficiència i seguretat amb la qual actua el medicament.
A part d'aquesta aplicació dels liposomes en el camp diagnòstic i terapèutic de la medicina, també s'utilitzen com a eina, model o reactiu en estudis bàsics sobre interaccions cel·lulars, processos de reconeixement o mode d'acció d'algunes substàncies.

### Liposomes en el tractament contra el càncer
Els liposomes, gràcies a la seva capacitat d'encapsulació i la baixa toxicitat, tenen un gran potencial pel que fa al transport de fàrmacs i podria ser molt útil en el tractament de malalties com el càncer.
Alguns dels fàrmacs més utilitzats pel tractament del càncer no són del tot efectius sobre tot en els casos en el qual s'ha de travessar la membrana per arribar al nucli i citoplasma de les cèl·lules a causa de la baixa permeabilitat. A més arriben a produir molts efectes secundaris. En canvi, el mecanisme mitjançant el tractament a partir de liposomes seria més eficient.
En molts casos, la lipotoxicitat dels fàrmacs el ser transportats pels liposomes era eliminada, i per tant, un cop arribaven al tumor, no eren efectius. En canvi, tractant els liposomes amb un tipus concret de virus atenuat amb l'objectiu de generar liposomes fusiformes es pot aconseguir el transport dels fàrmacs sense eliminar la efectivitat de les partícules farmacològiques i amb la capacitat d'actuar a l'interior de les cèl·lules.
Com ja hem esmentat abans, la vida circulant dels liposomes és molt limitada i curta, i això dificulta el tractament de la malaltia. A través de diferents tècniques podria aconseguir-se un augment del període de vida i una acumulació abundant d'aquests compartiments carregats del fàrmac al lloc del tumor per tal d'acabar eliminant-lo d'una manera eficaç.

### Altres usos
Els liposomes podrien arribar a ser útils en situacions d'emergència. A través d'un mecanisme d'encapsulació in vivo, en cas d'accident on una transfusió immediata de sang no seria possible les cèl·lules transportadores d'oxigen (les sanguínies) podrien ser substituïdes per liposomes obtinguts a partir d'hemoglobina, que els permetrien dur oxigen i proteïnes a les diferents regions del cos.
En nutrició, l'encapsulació en liposomes de substàncies s'utilitza en dietes i suplements nutricionals. Per exemple, l'encapsulació de la vitamina C augmenta la tolerància de dosi oral absorbida abans que una quantitat massa elevada pugui provocar problemes digestius i evita també l'actuació d'agents degradants.
L'anèmia per deficiència de ferro també es pot tractar per encapsulació. És un mètode efectiu per crear suplements de ferro i productes alimentaris fortificats que puguin ser ingerits i tolerats per les persones afectades per aquesta malaltia.

## Curiositats
Els liposomes combinats amb l'àcid hialurònic són utilitzats com una solució contra la sequedat ocular, la sequedat és causada per una alteració en la capa llagrimall, a causa de condicions ambientals adverses.
La membrana del liposoma conté fosfatidilcolina, això fa que el producte sigui completament biocompatible i a l'interior conté àcid hialurònic i aigua. La solució travessa fàcilment la parpella a través de la pell el que facilita la seva difusió per les cèl·lules fins a arribar als teixits perioculars.